# Łupawa (rzeka)
Łupawa (niem. Lupow) – rzeka w północnej Polsce, na Pomorzu, długość wraz z Obrówką 98,7 km, powierzchnia zlewni 924,5 km².

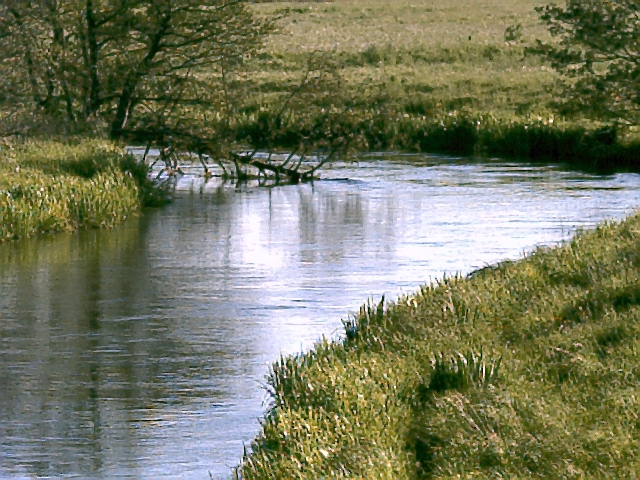
Łupawa kilkanaście kilometrów przed ujściem

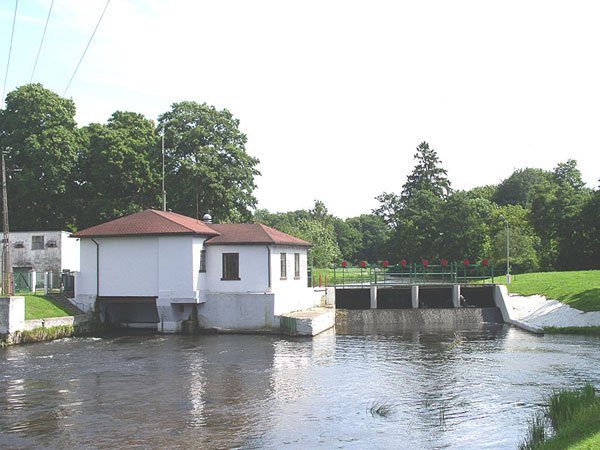
Elektrownia wodna na Łupawie w Smołdzinie

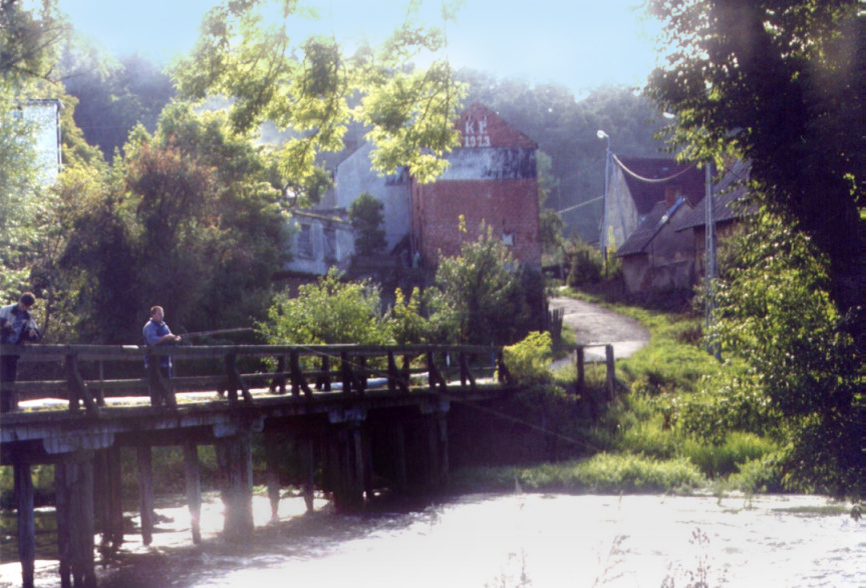
Smołdzino, ul. Mostowa, most na Łupawie

Źródłowy ciek Łupawy – Obrówka wypływa z jeziora Gogolinko, Łupawa z jeziora Jasień w rejonie miejscowości Zawiat, na obszarze Parku Krajobrazowego Dolina Słupi.
Rzeka w górnym biegu przepływając po pofałdowanym terenie moreny czołowej dochodzącej do 250 m n.p.m., wykorzystuje doliny rynnowe, w dolnym odcinku przepływa przez tereny płaskie o podłożu torfowym i bagiennym, od jeziora Gardno przybiera charakter kanału.
Ujście do Morza Bałtyckiego w Rowach (gmina Ustka).
Dopływy i ich długości: Bukowina (28,6 km), dopływ spod Mydlity (7,3 km), Rokitnica (11,1 km), Rębowa (7,1 km), Darżyńska Struga (14,3 km), Charstnica (12,0 km), Roztok (ok. 3 km), Brodniczka.

## Zagospodarowanie
W dolnym odcinku do 58,8 km od ujścia zbudowano 6 elektrowni wodnych o łącznej mocy około 0,94 MW w miejscowościach: Smołdzino, Żelkowo, Drzeżewo, Łebień, Poganice, Łupawa.
Na rzece znajduje się specjalny odcinek wędkarski przeznaczony dla wędkarzy łowiących metodą muchową oraz spinningową.
Odcinek ten znajduje się w okolicy wsi Damnica.
W systemie administrowania wodami dorzecze Łupawy zaliczane jest do obszaru dorzecza Wisły.

## Jakość wód
Według danych Inspekcji Ochrony Środowiska poprzez Łupawę do Morza Bałtyckiego następuje odpływ metali ciężkich, w ciągu 2012 roku w ilościach: 1,5 tony cynku, 0,4 tony miedzi, 0,5 tony ołowiu, ok. 200 kg chromu oraz 0,5 tony niklu.

## Ochrona przyrody
W ujściu rzeki Łupawy w półkolu zakreślonym promieniem długości 500 m w kierunku morza ze wschodniej głowicy wejścia do portu Rowy został ustanowiony stały obwód ochronny, gdzie obowiązuje zakaz połowu organizmów morskich.
Na morskich wodach wewnętrznych w granicach portu Rowy został ustanowiony okresowy obwód ochronny dla troci wędrownej i łososia, który obowiązuje od 15 września do 31 grudnia każdego roku. Wprowadzono ograniczenie w sportowym połowie ryb, polegające na zakazie połowu metodą spinningową na wodach portowych.
Łupawa i Bukowina objęte są ochroną w formie obszaru Natura 2000 „Dolina Łupawy” (PLH220036). Dolny odcinek Łupawy objęty jest ochroną w obszarze Natura 2000 „Ostoja Słowińska” (PLH220023).

## Ważniejsze miejscowości na trasie
- Łupawa
- Bobrowniki
- Damno
- Smołdzino
- Rowy[8]